# Feyenoord Basketbal in het seizoen 2018-19
Het seizoen 2018-19 van Feyenoord Basketbal was het 30e seizoen van de Rotterdamse Eredivisiebasketbalclub. Het is het eerste seizoen als deel van de omnisportvereniging Feyenoord, hierdoor veranderde de naam van de club van Forward Lease Rotterdam naar Feyenoord Basketbal.

## Team
Het seizoen 2018/19 is voor coach Richard den Os zijn eerste seizoen bij de club. Van de selectie uit het seizoen 2017–18 keerden de Nederlanders Michael Kok, Coen Stolk, Ties Theeuwkens en Robert Krabbendam terug. Ook oude bekende La'shard Anderson keerde terug voor zijn vierde periode bij de club. Amerikaan Justin Windell Gordon en Nederlander Jeroen van der List waren nieuw bij de club.

### Spelers
| Pos. | No. | Nat. | Naam                  | Lengte | Contract tot | Vorig seizoen               | Vorig seizoen |
| ---- | --- | ---- | --------------------- | ------ | ------------ | --------------------------- | ------------- |
| C    | 1   | NED  | Robert Krabbendam     | 2,12 m | 2019         | Rotterdam Basketbal         | NED           |
| F    | 2   | NED  | Max Hirs              | 1.94 m | 2019         |                             |               |
| SG   | 3   | NED  | Sam van Dijk          | 1.94 m | 2019         | Basketball Academie Limburg | NED           |
| F    | 4   | USA  | Justin Windell Gordon | 1,98 m | 2019         | Essaouira                   | MAR           |
| PG   | 5   | NED  | Pavle Latinovic       | 1.85 m | 2019         |                             |               |
| F    | 6   | NED  | Coen Stolk            | 1,95 m | 2019         | Rotterdam Basketbal         | NED           |
| PG   | 7   | ITA  | Emanuele Montaguti    | 1.78 m | 2019         |                             |               |
| F    | 8   | USA  | Trevor Setty          | 2.03 m | 2019         | Rotterdam Basketbal         | NED           |
| G    | 9   | NED  | Ties Theeuwkens       | 1,90 m | 2019         | Rotterdam Basketbal         | NED           |
| G/F  | 10  | NED  | Michael Kok           | 1,92 m | 2020         | Rotterdam Basketbal         | NED           |
| F/C  | 11  | NED  | Jeroen van der List   | 2,13 m | 2019         | Aris Leeuwarden             | NED           |
| F    | 12  | NED  | Mert Lamba            | 1,98 m | 2019         | Jeugd                       | NED           |
| F    | 13  | NED  | Rens van Ravensteijn  | 2,00 m | 2019         | Apollo Amsterdam            | NED           |

### Staff
| Rol             | Naam        |
| --------------- | ----------- |
| Interim coach   | Jan Stalman |
| Assistent coach | René Mulder |

### Diepte van de bank
| Pos. | Startende 5           | Bank              |  |  |  |
| ---- | --------------------- | ----------------- |  |  |  |
| C    | Jeroen van der List   | Robert Krabbendam |  |  |  |
| PF   | Justin Windell Gordon | Coen Stolk        |  |  |  |
| SF   | Michael Kok           |                   |  |  |  |
| SG   | Ties Theeuwkens       |                   |  |  |  |
| PG   | La’shard Anderson     |                   |  |  |  |

### Transfers
| Speler                | Vorige club         |
| --------------------- | ------------------- |
| Justin Windell Gordon | Essaouira           |
| La’shard Anderson     | Near Est University |
| Jeroen van der List   | Aris Leeuwarden     |

| Speler                | Nieuwe club    |
| --------------------- | -------------- |
| Ordane Kanda Kanyinda | Limburg United |
| Trevor Setty          | n.n.b.         |

## Voorbereiding
| 1 september 2018 20:00 uur | Fellows Ekeren BBC | 72–83 | Feyenoord Basketbal | Ekeren |  |
| 1 september 2018 20:00 uur |                    |       |                     |        |  |
| 1 september 2018 20:00 uur | {{{series}}}       |       |                     |        |  |
|                            |                    |       |                     |        |  |

| 2 september 2018 17:00 uur | Kangoeroes Basket Mechelen | 101–79 | Feyenoord Basketbal |  |  |
| 2 september 2018 17:00 uur |                            |        |                     |  |  |
| 2 september 2018 17:00 uur | {{{series}}}               |        |                     |  |  |
|                            |                            |        |                     |  |  |

| 6 september 2018 19:30 uur | Feyenoord Basketbal | 126–57 | CobraNova | Topsporthal Rotterdam |  |
| 6 september 2018 19:30 uur |                     |        |           |                       |  |
| 6 september 2018 19:30 uur | {{{series}}}        |        |           |                       |  |
|                            |                     |        |           |                       |  |

| 8 september 2018 14:00 uur | Solarsystemen Grasshoppers | 65–82 | Feyenoord Basketbal | Katwijk |  |
| 8 september 2018 14:00 uur |                            |       |                     |         |  |
| 8 september 2018 14:00 uur | {{{series}}}               |       |                     |         |  |
|                            |                            |       |                     |         |  |

| 9 september 2018 15:00 uur | Feyenoord Basketbal | 84–69 | Musel Pikes | Sporthal De Lijster, Capelle aan den IJssel |  |
| 9 september 2018 15:00 uur |                     |       |             |                                             |  |
| 9 september 2018 15:00 uur | {{{series}}}        |       |             |                                             |  |
|                            |                     |       |             |                                             |  |

| 22 september 2018 20:00 uur | Zorg en Zekerheid Leiden |  | Feyenoord Basketbal | Vijf Meihal, Leiden |  |
| 22 september 2018 20:00 uur |                          |  |                     |                     |  |
| 22 september 2018 20:00 uur | {{{series}}}             |  |                     |                     |  |
|                             |                          |  |                     |                     |  |

| 30 september 2018 16:00 uur | Feyenoord Basketbal |  | Aris Leeuwarden | Topsporthal Rotterdam |  |
| 30 september 2018 16:00 uur |                     |  |                 |                       |  |
| 30 september 2018 16:00 uur | {{{series}}}        |  |                 |                       |  |
|                             |                     |  |                 |                       |  |

## Gebeurtenissen
- 17 augustus 2018 - Feyenoord Basketbal bijna klaar voor het nieuwe seizoen[1]
- 26 juli 2018 - Ook Coen Stolk tekent bij Feyenoord Basketbal[2]
- 25 juli 2018 - Michael Kok eerste contractspeler Feyenoord Basketbal[3]

Apollo Amsterdam · New Heroes Den Bosch  · Donar · Aris Leeuwarden · ZZ Leiden · Feyenoord Basketbal · BAL · Landstede Basketbal · Den Helder Suns · Dutch Windmills